# 국자박사
국자박사(国子博士)는 한국과 중국에 존재했던 관직이다.

## 한국
고려의 국자감에서 유학을 가르치던 정7품의 관직이었다